# Monticellina tesselata
Monticellina tesselata är en ringmaskart som först beskrevs av Hartman 1960.  Monticellina tesselata ingår i släktet Monticellina och familjen Cirratulidae. Inga underarter finns listade i Catalogue of Life.